# Urones de Castroponce
Urones de Castroponce község Spanyolországban, Valladolid tartományban. Urones de Castroponce La Unión de Campos, Castrobol, Mayorga és Becilla de Valderaduey községekkel határos. Lakosainak száma 100 fő (2024).

## Népesség
A település népessége az utóbbi években az alábbiak szerint változott:
| Lakosok száma | 155  | 147  | 132  | 128  | 116  | 115  | 109  | 110  | 101  | 100  |
|               | 2001 | 2004 | 2007 | 2009 | 2012 | 2014 | 2017 | 2019 | 2022 | 2024 |